# Artsmithite
La artsmithite è un minerale.

## Etimologia
Il nome è in onore del geologo statunitense Arthur E. Smith jr. (1935-2009), collezionista di minerali, detto Art.